# Општина Брустури (Бихор)
Брустури (рум. Brusturi) општина је у Румунији у округу Бихор.
Oпштина се налази на надморској висини од 157 m.